# Floating on a Dream
Floating on a Dream è il primo album in studio da solista del cantante statunitense Avi Kaplan (Pentatonix), pubblicato nel 2022.

## Tracce
1. First Place I Go – 4:49
2. Floating on a Dream – 3:59
3. On My Way – 3:40
4. He Don't Love You Right – 4:32
5. I'm Only Getting Started – 4:01
6. Try to Get It Right – 3:39
7. I Can't Lie – 3:00
8. All Is Well (featuring Joy Williams) – 2:57
9. Into the Blue – 4:14
10. When I'm a Fool – 3:41
11. My Queen – 4:43

## Formazione
- Avi Kaplan – voce, chitarra
- Aubrey Richmond – violino
- Chris Masterson – chitarra
- Daniel Ellsworth – piano, organo, sintetizzatore
- Jamie Douglass – batteria, percussioni
- John Schreffler Jr. – pedal steel
- Joy Williams – voce (traccia 8)
- Kaleb Jones – chitarra
- Smith Curry – pedal steel
- Ted Russell Kamp – basso